# Nina Stojiljkovic

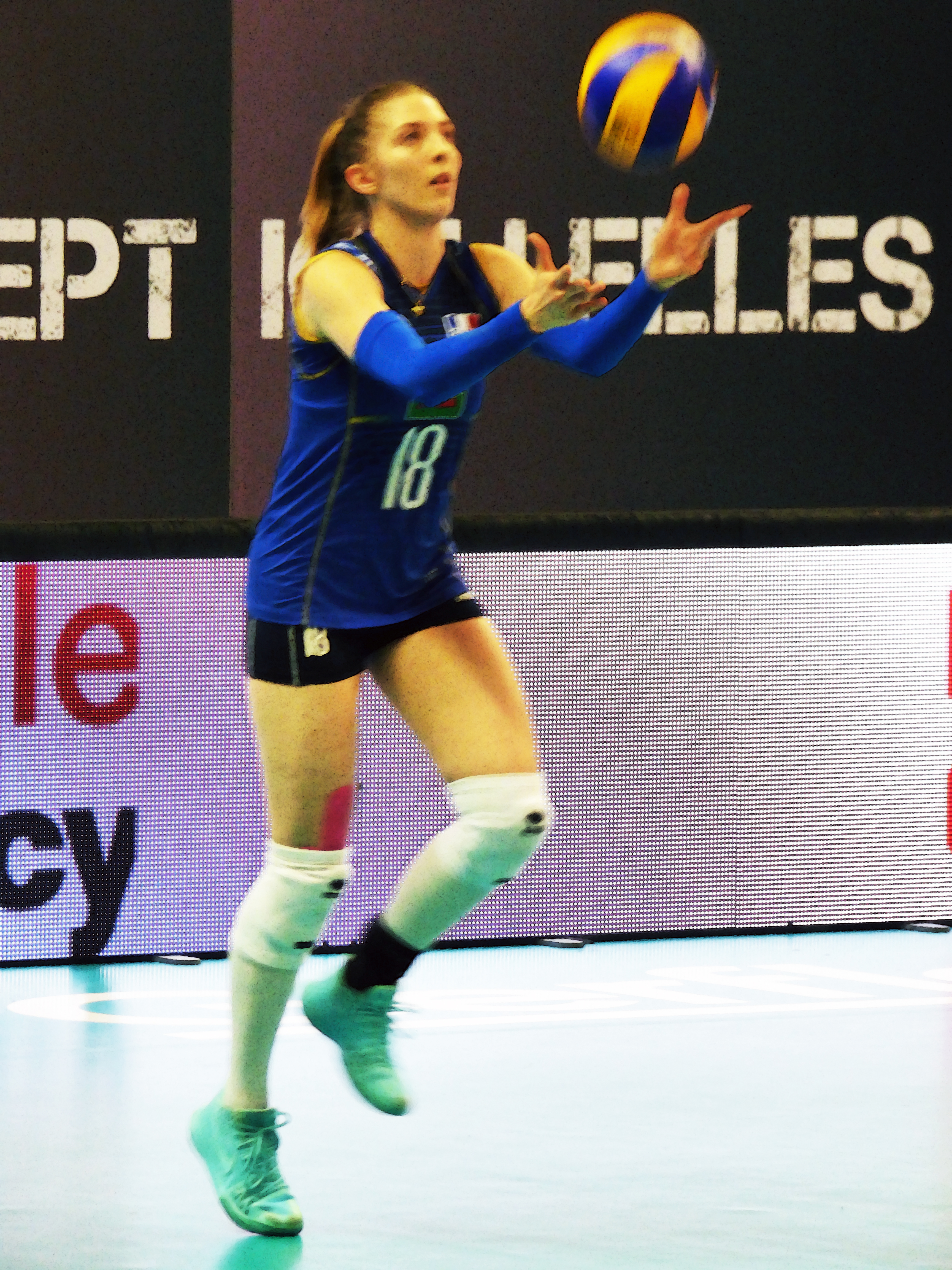
Nina Stojiljkovic podczas wykonywania zagrywki w reprezentacji Francji w 2018 roku

Nina Stojiljkovic (ur. 1 września 1996 w Paryżu) – francuska siatkarka pochodzenia serbskiego, reprezentantka kraju, grająca na pozycji rozgrywającej.
Jej ojciec Zoran był piłkarzem ręcznym, matka Natalija (jej nazwisko panieńskie to Bubanj) grała w siatkówkę. Dziadek Prvoslav był sportowcem, a urodzony w Belgradzie brat Nikola, zawodowo uprawia koszykówkę.

## Kariera klubowa
| Kariera juniorska | Kariera juniorska                | Kariera juniorska | Kariera juniorska | Kariera juniorska | Kariera juniorska | Kariera juniorska | Kariera juniorska | Kariera juniorska | Kariera juniorska | Kariera juniorska |
| ----------------- | -------------------------------- | ----------------- | ----------------- | ----------------- | ----------------- | ----------------- | ----------------- | ----------------- | ----------------- | ----------------- |
| Lata              | Klub                             |                   |                   |                   |                   |                   |                   |                   |                   |                   |
| 2013–2014         | France Avenir 2024               |                   |                   |                   |                   |                   |                   |                   |                   |                   |
| Kariera seniorska |                                  |                   |                   |                   |                   |                   |                   |                   |                   |                   |
| Lata              | Klub                             |                   |                   |                   |                   |                   |                   |                   |                   |                   |
| 2014–2017         | Nantes VB                        |                   |                   |                   |                   |                   |                   |                   |                   |                   |
| 2017–2018         | Stade Français Paris Saint-Cloud |                   |                   |                   |                   |                   |                   |                   |                   |                   |
| 2018–2019         | Quimper Volley 29                |                   |                   |                   |                   |                   |                   |                   |                   |                   |
| 2019–2020         | Nova Branik Maribor              |                   |                   |                   |                   |                   |                   |                   |                   |                   |
| 2020–2021         | Stade Français Paris Saint-Cloud |                   |                   |                   |                   |                   |                   |                   |                   |                   |
| 2021–2022         | Voléro Le Cannet                 |                   |                   |                   |                   |                   |                   |                   |                   |                   |
| 2022–01.2023      | OK Partizan Belgrad              |                   |                   |                   |                   |                   |                   |                   |                   |                   |
| 30.01.2023–2023   | Calcit Kamnik                    |                   |                   |                   |                   |                   |                   |                   |                   |                   |
| 2023–12.2023      | Dinamo Bukareszt                 |                   |                   |                   |                   |                   |                   |                   |                   |                   |
| 20.12.2023–2024   | Çukurova Belediyesi SK           |                   |                   |                   |                   |                   |                   |                   |                   |                   |
| 2024–2025         | Aydın Büyükşehir Belediyespor    |                   |                   |                   |                   |                   |                   |                   |                   |                   |
| 2025–             | Zaon Kifisias                    |                   |                   |                   |                   |                   |                   |                   |                   |                   |

## Sukcesy klubowe
Puchar Słowenii:
- 2020[8]

MEVZA - Liga Środkowoeuropejska:
- 2020[9]

Mistrzostwo Słowenii:
- 2023[10]
- 2020

Puchar Francji:
- 2022[11]

Mistrzostwo Francji:
- 2022[12]

## Sukcesy reprezentacyjne
Złota Liga Europejska:
- 2022[13]

## Nagrody indywidualne
- 2020: Najlepsza rozgrywająca MEVZA - Ligi Środkowoeuropejskiej[14]